# Anahita Ratebzad
Anahita Ratebzad (Guldara, ottobre 1931 – Dortmund, 7 settembre 2014) è stata una politica e rivoluzionaria afghana.
È stata la prima donna afghana a svolgere un ruolo attivo nel governo e una delle poche donne afghane a diventare medico.
Nata a Guldara, Ratebzad frequenta il Malalai Lycée a Kabul. Ottiene un diploma di infermiera dalla Chicago School of Nursing e un livello di M.D. dalla Università di Kabul.
Impegnata nei movimenti politici di sinistra insieme con Khadija Ahrari, Masuma Esmati Wardak e Roqia Abubakr, nel 1965 diviene la prima di quattro donne elette al parlamento. Tra le fondatrici del PDPA, è attiva nell'ala Parcham del partito.
Dal 1978 al 1980 è ambasciatrice a Belgrado, ministro degli affari sociali (1978 - 1979) e ministro dell'istruzione (1979 - 1980). Dal 1980 al 1986 è vice capo di Stato nel governo del Partito Democratico Popolare dell'Afghanistan (PDPA). Nel 1986 il Presidente Najibullah cambia il governo Parcham e Ratebzad fugge a Mosca con il suo compagno Babrak Karmal. 
Ritornata a Kabul nel 1989, è nuovamente costretta alla fuga a Mosca nel 1992, quando cade il governo di Najibullah. Dopo la caduta del governo dei Talebani nel 2001, non fa ritorno a Kabul. È stata membro del Partito Democratico Popolare dell'Afghanistan e del Consiglio Rivoluzionario.